# Polêmica em torno da dialética
A Polêmica em torno da dialética ocorre a partir do próprio Karl Marx, que afirma ter "invertido" a dialética hegeliana, que era idealista e se torna, assim, materialista. Esta inversão da dialética vai ser interpretada por diversas formas e criar um debate sobre a dialética.
Marx anunciou que escreveria um texto sobre a dialética, mas nunca o fez. No entanto, escreveu um texto intitulado "O Método da Economia Política", capítulo de "Contribuição à Crítica da Economia Política" no qual expõe não completamente o seu método dialético. Neste texto, ele define o método dialético como o procedimento de análise da realidade que parte do concreto-empírico e através da abstração chega ao concreto-pensado, reconstituindo a realidade no pensamento. O processo de abstração assume importância fundamental neste contexto e as principais categorias do método dialético são: abstrato, concreto, totalidade, determinação fundamental, entre outras.
Engels, posteriormente, irá apresentar uma visão atualizada da dialética, retomando alguns aspectos da dialética hegeliana, inclusive a tese de que existem leis na natureza e na sociedade, que também seriam as leis do pensamento. Esta concepção se tornaria hegemônica graças ao domínio no pensamento Marxista-Leninista e seria amplamente criticada por pensadores como Karl Korsch, Ernst Bloch e Anton Pannekoek. Esta concepção de dialética será desenvolvida por Lênin, Stálin, Mao Tse-Tung, entre outros.
Uma terceira tendência no interior desta polêmica se encontra em Karl Korsch, Pannekoek, Bloch, entre outros, que irão ir contra a existência de um materialismo dialético e colocar o método dialético como um "instrumento heurístico" (Korsch) e que não existem "leis" e que "matéria" no materialismo histórico não é "objetos físicos" e sim as relações sociais concretas (Pannekoek).
Esta polêmica irá continuar com as intervenções de Althusser, Sartre, Lucien Goldmann, entre outros, gerando uma nova questão: a das relações entre materialismo histórico e materialismo dialético, que serão discutidas por Louis Althusser que irá propor novas reflexões e posições sobre este tema.

## Principais obras da polêmica em torno da dialética
- Marx, K. Contribuição à Crítica da Economia Política. São Paulo, Martins Fontes, 1983.
- Engels, F. A Dialética da Natureza. Rio de Janeiro, Civilização Brasileira, 1978.
- Lênin, W. Materialismo e Empireocriticismo. Rio de Janeiro, Mandacaru, 1986.
- Stálin, J. Materialismo Dialético e Materialismo Histórico. São Paulo, Global, 1982.
- Tse-Tung, Mao. Sobre a Contradição. Rio de Janeiro, Paz e Terra, 1978.
- Korsch, Karl. Marxismo e Filosofia. Porto, Afrontamento, 1977.
- Pannekoek, Anton. Lênin Filósofo. Buenos Aires, PYP, 1970.
- Lukács, G. História e Consciência de Classe. Rio de Janeiro, Elfos, 1979.
- Bloch, E. O Princípio Esperança. Rio de Janeiro, Contraponto, 2005.
- Althusser, L. Materialismo Histórico e Materialismo Dialético. São Paulo, Global, 1986.